# Wil Roebroeks
Johannus Wilhelmus Maria (Wil) Roebroeks (Sint Geertruid, 5 mei 1955) is een Nederlands hoogleraar Archeologie van de Oude Steentijd aan de Universiteit Leiden. Hij is met name geïnteresseerd in de neanderthalers.

## Werk
Roebroeks doet onderzoek naar de migratie van de eerste mensen en naar Neanderthalers, die volgens hem intelligenter waren dan doorgaans aangenomen wordt. Hij onderzoekt onder meer de ontwikkeling van hun communicatie en cognitie. Roebroeks is internationaal bekend voor het in in twijfel te trekken van de migratietheorie van de eerste mens.
Roebroeks zocht al jong naar onder meer prehistorische bijlen op Zuid-Limburgse akkers en hielp mee met het opgraven van vuursteenmijnen in Rijckholt en Sint Geertruid.

## Migratietheorie
Volgens de heersende opvatting verspreidde de Homo erectus zich vanaf ongeveer twee miljoen jaar geleden vanuit Afrika naar Azië. Roebroeks toonde in een artikel in het wetenschappelijke tijdschrift Nature - samen met Robin Dennell (Universiteit van Sheffield) - aan dat die hypothese herzien moet worden. Er blijkt meer tweerichtingsverkeer tussen de continenten te zijn geweest. Het is van daaruit niet ondenkbaar dat Homo erectus in Azië ontstond en van daaruit Afrika koloniseerde.

## Academisch
Roebroeks studeerde in 1979 af in sociale en economische geschiedenis aan de Radboud Universiteit Nijmegen. Tien jaar later promoveerde hij in Leiden met een onderzoek naar de Oude Steentijd in Nederland, na een kopstudie archeologie. Roebroeks was van 2000 tot 2005 wetenschappelijk directeur van "onderzoeksschool" Archon. In 2001 werd hij verkozen tot lid van de KNAW.

## Erkenning
- In 1991 won Roebroeks de KIJK / Wetenschapsweekprijs voor zijn boek Oermensen in Nederland.
- Hij won in 2007 de Spinozaprijs, 'voor zijn originele observaties over vroege mensachtigen en de ontwikkeling van de menselijke samenleving'.
- In 2013 kreeg Roebroeks de Prijs Akademiehoogleraren van de KNAW toegekend.[1]